# Bruce Jouanny
Bruce Jouanny (ur. 11 czerwca 1978 w Paryżu) – francuski kierowca wyścigowy.

## Kariera
Jouanny rozpoczął karierę w wyścigach samochodowych w 1996 roku, od startów we Francuskiej Formule Renault, w której kontynuował starty do sezonu 1999 (najlepszy wynik - trzecia lokata w 1999 roku). W późniejszych latach startował w Formule Palmer Audi (mistrz w serii Junior w 2000 roku), Brytyjskiej Formule 3, Japońskiej Formule 3, World Series by Nissan, Le Mans Series, Formule Renault 3.5 oraz w Speed EuroSeries. W prestiżowych World Series by Nissan oraz Formule Renault 3.5 startował w latach 2003–2004, 2006. Najlepiej spisał się w pierwszym sezonie startów, kiedy to był dziesiąty w klasyfikacji generalnej.

## Statystyki
| Sezon | Seria                                               | Zespół                        | Wyścigi | Zwycięstwa | PP | NO | Podium | Punkty | Pozycja |
| ----- | --------------------------------------------------- | ----------------------------- | ------- | ---------- | -- | -- | ------ | ------ | ------- |
| 1996  | Francuska Formuła Renault                           | Claude Estre                  | 1       | 0          | 0  | 0  | 0      | 0      | NS      |
| 1997  | Francuska Formuła Renault                           |                               | 1       | 0          | 0  | 0  | 0      | 11     | 17      |
| 1998  | Francuska Formuła Renault                           |                               |         | 0          |    |    |        | 62     | 9       |
| 1999  | Francuska Formuła Renault                           | Ren Car Compétition           | 21      | 5          | 1  | 2  | 16     | 229    | 3       |
| 2000  | Formuła Palmer Audi                                 |                               | 20      | 2          | 0  | 0  | 3      | 215    | 6       |
| 2000  | Formuła Palmer Audi Junior                          |                               | 20      | 14         | 0  |    | 16     | 215    | 1       |
| 2001  | Brytyjska Formuła 3                                 | Promatecme                    | 24      | 0          | 0  | 0  | 1      | 65     | 10      |
| 2001  | Japońska Formuła 3                                  | Inging                        | 2       | 0          | 0  | 0  | 0      | 3      | 18      |
| 2001  | Formuła 3 Korea Super Prix                          | Promatecme UK                 | 1       | 0          | 0  | 0  | 0      | N/A    | 5       |
| 2001  | Grand Prix Makau                                    | Promatecme                    | 1       | 0          | 0  | 0  | 0      | N/A    | NS      |
| 2001  | Masters of Formula 3                                | Promatecme UK                 | 1       | 0          | 0  | 0  | 0      | N/A    | 29      |
| 2002  | Brytyjska Formuła 3                                 | Promatecme UK                 | 26      | 2          | 3  | 3  | 12     | 249    | 4       |
| 2002  | Formuła 3 Korea Super Prix                          | Promatecme                    | 1       | 0          | 0  | 1  | 0      | N/A    | 16      |
| 2002  | Grand Prix Makau                                    | Promatecme                    | 1       | 0          | 0  | 0  | 0      | N/A    | NS      |
| 2002  | Masters of Formula 3                                | Promatecme F3                 | 1       | 0          | 0  | 1  | 0      | N/A    | 9       |
| 2003  | World Series by Nissan                              | Carlin Motorsport             | 18      | 0          | 2  | 0  | 2      | 62     | 10      |
| 2004  | World Series by Nissan                              | Witmeur KTR                   | 6       | 0          | 0  | 1  | 0      | 25     | 11      |
| 2004  | JGTC All-Star USA 200 - GT500                       | Team Kunimitsu With Mooncraft | 1       | 0          | 0  | 0  | 0      | N/A    | 6       |
| 2005  | Le Mans Endurance Series LMP1                       | Rollcentre Racing             | 3       | 0          | 0  | 0  | 0      | 2      | 24      |
| 2005  | 24h Le Mans – LMP1                                  | Courage Compétition           | 1       | 0          | 0  | 0  | 0      | N/A    | NS      |
| 2006  | Formuła Renault 3.5                                 | RC Motorsport                 | 17      | 0          | 0  | 0  | 0      | 7      | 29      |
| 2007  | Le Mans Series – LMP2                               | Saulnier Racing               | 5       | 0          | 0  |    | 1      | 23     | 4       |
| 2007  | 24h Le Mans – LMP2                                  | Saulnier Racing               | 1       | 0          | 0  | 0  | 0      | N/A    | NS      |
| 2008  | Le Mans Series – LMP1                               | Creation Autosportif          | 0       | 0          | 0  | 0  | 0      | 0      | NS      |
| 2009  | Le Mans Series – LMP1                               | Pescarolo Sport               | 2       | 0          | 0  | 0  | 0      | 3      | 18      |
| 2009  | 24h Le Mans – LMP1                                  | Pescarolo Sport               | 1       | 0          | 0  | 0  | 0      | N/A    | 8       |
| 2009  | Le Mans Series – LMP2                               | PWR Salini                    | 1       | 0          | 0  | 0  | 0      |        | 21      |
| 2011  | Le Mans Series – LMP1                               | Lanan Racing                  | 1       | 0          | 0  | 0  | 0      | 0      | NS      |
| 2013  | Liqui Moly Bathurst 12 Hour - Class I1 Invitational | Team Peugeot RCZ              | 1       | 1          | 0  | 0  | 1      | N/A    | 1       |

## Wyniki w Formule Renault 3.5
| Legenda oznaczeń w tabelach wyników Wyświetl szablon na nowej stronie | Legenda oznaczeń w tabelach wyników Wyświetl szablon na nowej stronie                                                                     |
| Oznaczenie                                                            | Wyjaśnienie |
| --------------------------------------------------------------------- | --- |
| Złoty                                                                 | Zwycięzca lub mistrzostwo |
| Srebrny                                                               | 2. miejsce lub wicemistrzostwo |
| Brązowy                                                               | 3. miejsce lub II wicemistrzostwo |
| Zielony                                                               | Ukończył, punktował (w klasyfikacji generalnej, gdy zdobył co najmniej jeden punkt na przestrzeni sezonu, poza trzema powyższymi opcjami) |
| Niebieski                                                             | Ukończył, nie punktował (w klasyfikacji generalnej, gdy nie zdobył co najmniej jednego punktu na przestrzeni sezonu)                      |
| Czerwony                                                              | Nie zakwalifikował się (NZ) |
| Czerwony                                                              | Nie prekwalifikował się (NPK) |
| Różowy                                                                | Nie ukończył (NU) |
| Różowy                                                                | Niesklasyfikowany (NS) (w klasyfikacji generalnej, gdy nie został sklasyfikowany w żadnym wyścigu sezonu)                                 |
| Czarny                                                                | Zdyskwalifikowany (DK) |
| Czarny                                                                | Wykluczony (WYK/EX) |
| Biały                                                                 | Nie wystartował (NW) |
| Biały                                                                 | Kontuzjowany (K/INJ) |
| Biały                                                                 | Wyścig odwołany (OD/C) |
| Bez koloru                                                            | Został wycofany (WYC/WD) |
| Bez koloru                                                            | Nie przybył (NP/DNA) |
| Bez koloru                                                            | Nie brał udziału w treningach (NT/DNP) |
| Bez koloru                                                            | Nie został zgłoszony (–) |
| Pogrubienie                                                           | Start z pole position |
| Kursywa                                                               | Najszybsze okrążenie wyścigu |
| †                                                                     | Nie ukończył, ale jego rezultat został zaliczony ze względu na przejechanie więcej niż 90% dystansu wyścigu.                              |
| *                                                                     | Sezon w trakcie |
| 1/2/3                                                                 | Punktowana pozycja w sprincie kwalifikacyjnym                                                                                             |
| Lista systemów punktacji Formuły 1                                    | |

| Rok  | Zespół        | Wyniki w poszczególnych eliminacjach | Wyniki w poszczególnych eliminacjach | Wyniki w poszczególnych eliminacjach | Wyniki w poszczególnych eliminacjach | Wyniki w poszczególnych eliminacjach | Wyniki w poszczególnych eliminacjach | Wyniki w poszczególnych eliminacjach | Wyniki w poszczególnych eliminacjach | Wyniki w poszczególnych eliminacjach | Wyniki w poszczególnych eliminacjach | Wyniki w poszczególnych eliminacjach | Wyniki w poszczególnych eliminacjach | Wyniki w poszczególnych eliminacjach | Wyniki w poszczególnych eliminacjach | Wyniki w poszczególnych eliminacjach | Wyniki w poszczególnych eliminacjach | Wyniki w poszczególnych eliminacjach | Punkty | Pozycja |
| ---- | ------------- | ------------------------------------ | ------------------------------------ | ------------------------------------ | ------------------------------------ | ------------------------------------ | ------------------------------------ | ------------------------------------ | ------------------------------------ | ------------------------------------ | ------------------------------------ | ------------------------------------ | ------------------------------------ | ------------------------------------ | ------------------------------------ | ------------------------------------ | ------------------------------------ | ------------------------------------ | ------ | ------- |
| 2006 | RC Motorsport | ZOL                                  | ZOL                                  | MON                                  | TUR                                  | TUR                                  | ITA                                  | ITA                                  | SFR                                  | SFR                                  | DEU                                  | DEU                                  | GBR                                  | GBR                                  | FRA                                  | FRA                                  | ESP                                  | ESP                                  | 7      | 29      |
| 2006 | RC Motorsport | 17                                   | 9                                    | 14                                   | 19                                   | 13                                   | 21                                   | NU                                   | NU                                   | 22                                   | 14                                   | 11                                   | 9                                    | 19                                   | 20                                   | 8                                    | 13                                   | 11                                   | 7      | 29      |